# William Vickrey
William Vickrey (Vitória, 21 de junho de 1914 — Nova Iorque, 11 de outubro de 1996) foi um economista canadense-americano de economia. Vickrey recebeu o Prêmio Nobel de Ciências Econômicas de 1996 com James Mirrlees por sua pesquisa sobre a teoria econômica de incentivos sob informação assimétrica, tornando-se o único ganhador do Prêmio Nobel nascido na Colúmbia Britânica.

## Vida
Vickrey nasceu em Vitória, Colúmbia Britânica e cursou o ensino médio na Academia Phillips em Andover, Massachusetts. Depois de obter seu bacharelado em matemática na Universidade Yale em 1935, ele passou a completar seu mestrado em 1937 e doutorado em 1948 na Universidade de Columbia, onde ele permaneceria em quase toda sua carreira.
Foi agraciado com o Prêmio de Ciências Económicas em Memória de Alfred Nobel de 1996.

## Carreira
Vickrey foi o primeiro a usar as ferramentas da teoria dos jogos para explicar a dinâmica dos leilões. Em seu artigo seminal, Vickrey derivou vários equilíbrios de leilão e forneceu um resultado inicial de equivalência de receita. O teorema da equivalência de receita continua sendo a peça central da teoria moderna do leilão. O leilão de Vickrey leva o seu nome.
Vickrey trabalhou com tarifação de congestionamento, a noção de que estradas e outros serviços devem ter preços de forma que os usuários vejam os custos que surgem do serviço sendo totalmente utilizado quando ainda há demanda. O preço do congestionamento dá um sinal aos usuários para ajustar seu comportamento ou aos investidores para expandir o serviço a fim de remover a restrição. Posteriormente, a teoria foi parcialmente posta em prática em Londres.
Na economia pública, Vickrey estendeu a abordagem georgista de preços de custo marginal de Harold Hotelling e mostrou como os bens públicos deveriam ser fornecidos a custo marginal e gastos de investimento de capital financiados com imposto sobre o valor da terra. Vickrey escreveu que substituir os impostos sobre a produção e o trabalho ("incluindo impostos sobre a propriedade sobre as melhorias") por taxas para manter valiosos terrenos "melhoraria substancialmente a eficiência econômica da jurisdição". Vickrey argumentou ainda que o imposto sobre o valor da terra não teve efeitos adversos e que a substituição dos impostos existentes desta forma aumentaria a produtividade local o suficiente para que os preços da terra aumentassem em vez de cair. Ele também fez um argumento ético para Captura de valor georgista, observando que os proprietários de locais valiosos ainda tomam (excluem outros) bens públicos locais, mesmo que optem por não usá-los, portanto, sem o imposto sobre o valor da terra, os usuários da terra têm que pagar duas vezes por esses serviços públicos (uma vez em impostos para o governo e uma vez na renda para os detentores de títulos de terra).
A filosofia econômica de Vickrey foi influenciada por John Maynard Keynes e Henry George. Ele foi duramente crítico da escola de economia de Chicago e foi vocal na oposição ao foco político em alcançar orçamentos equilibrados e combater a inflação, especialmente em tempos de alto desemprego. Trabalhando sob o comando do General MacArthur, Vickrey ajudou a realizar uma reforma agrária radical no Japão.
Vickrey teve muitos alunos de pós-graduação e protegidos na Universidade de Columbia, incluindo os economistas Jacques Drèze, Harvey J. Levin, e Lynn Turgeon.

## Nobel
O anúncio de seu Prêmio Nobel foi feito apenas três dias antes de sua morte. Vickrey morreu enquanto viajava para uma conferência de acadêmicos georgistas que ele ajudou a fundar e nunca perdeu uma vez em 20 anos. Seu colega do departamento de economia da Universidade de Columbia, C. Lowell Harriss, aceitou o prêmio póstumo em seu nome. Existem apenas três outros casos em que um Prêmio Nobel foi entregue postumamente.

## Trabalhos selecionados
- "Counterspeculation, Auctions, and Competitive Sealed Tenders", Journal of Finance, 1961."Quinze falácias fatais do fundamentalismo financeiro: uma dissertação sobre a economia do lado da demanda". 5 de outubro de 1996.
- «Fifteen Fatal Fallacies of Financial Fundamentalism: A Disquisition on Demand Side Economics». 5 de outubro de 1996
- Arrow, Kenneth Joseph; Arnott, Richard J.; Atkinson, Anthony A.; Drèze, Jacques, eds. (1997). Public Economics: Selected Papers by William Vickrey. Cambridge, UK: Cambridge University Press. ISBN 978-0-521-59763-0
- Warner, Aaron W.; Forstater, Mathew; Rosen, Sumner M., eds. (2000). Commitment to Full Employment: The Economics and Social Policy of William S. Vickrey. Armonk, N.Y: M.E. Sharpe. ISBN 978-0-7656-0633-4
- Pavlina R. Tcherneva; Forstater, Mathew (2004). Full Employment and Price Stability: The Macroeconomic Vision of William S. Vickrey. [S.l.]: Edward Elgar Publishing. ISBN 978-1-84376-409-0